# Österreichische Botschaft in Ljubljana

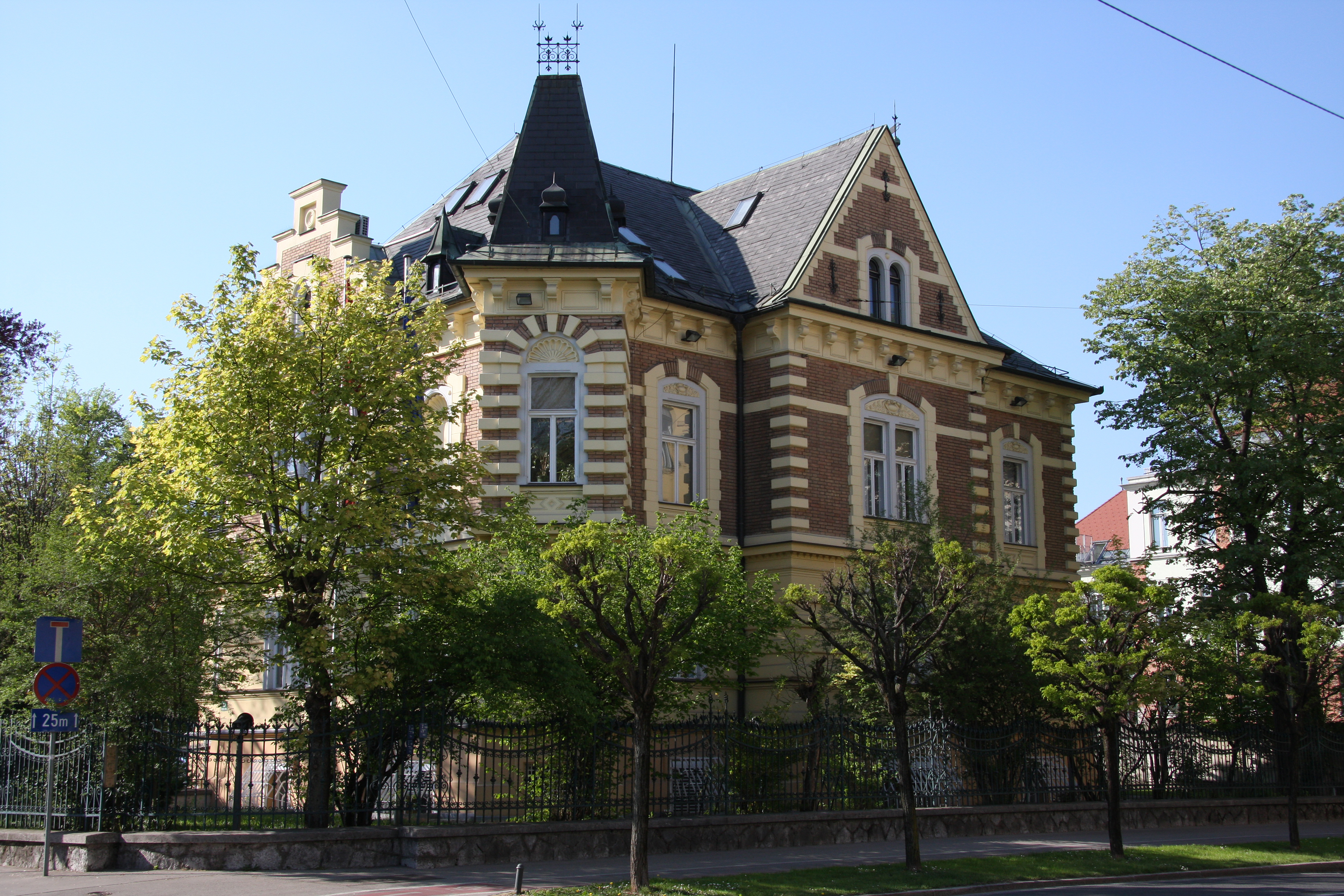
Österreichische Botschaft in Laibach

Die österreichische Botschaft Laibach ist der Hauptsitz des Österreichischen Botschafters in Slowenien, des diplomatischen Vertreters der Republik Österreich in Slowenien. Sie befindet sich in Ljubljana (deutsch Laibach).

## Geschichte

### Historischer Kontext
Im 11. Jahrhundert wurde das heutige Slowenien in das Heilige Römische Reich eingegliedert und 1364 zum Herzogtum Krain erhoben. In den folgenden Jahrhunderten geriet das Territorium an die Habsburgermonarchie und war ab 1866 Teil des österreichischen Reichsteils Österreich-Ungarns. Nach der Auflösung Österreich-Ungarns 1918 ging die Region im Königreich, dann der Republik Jugoslawien auf. Diplomatisch zuständig war nun die Österreichische Botschaft in Belgrad in Serbien, in Laibach bestand aber ab 1919 eine Passstelle und später ein Konsulat. Im Zweiten Weltkrieg wurde Slowenien unter Italien, Ungarn und Deutschland aufgeteilt, wurde aber 1944/45 von den Partisanen unter Tito befreit. Die weitere Geschichte war vom Kalten Krieg geprägt, in dem Jugoslawien als neutral, aber russlandfreundlich galt.
Am 25. Juni 1991 erfolgte mit dem beginnenden Zerfall Jugoslawiens die Unabhängigkeitserklärung Sloweniens. Zwischen 27. Juni und 7. Juli 1991 führte die Jugoslawische Volksarmee Krieg in Slowenien („10-Tage-Krieg“).

### Geschichte der Botschaft
Am 15. Jänner 1992 kam es zur Anerkennung Sloweniens durch die Republik Österreich gemeinsam mit den Mitgliedstaaten der EU. Die Umwandlung des Generalkonsulates in eine Botschaft erfolgte am 17. April 1992. Die damalige österreichische Botschafterin Jutta Stefan-Bastl überreichte am 2. Juni 1992 das Beglaubigungsschreiben an Staatspräsident Milan Kučan. Seit August 2020 ist Elisabeth Ellison-Kramer die Österreichische Botschafterin in Slowenien.

## Liste der Österreichischen Botschafter
| Name                          | Amtszeit               | Anmerkungen |                        |
| Österreich → Slowenien        | Österreich → Slowenien | Österreich → Slowenien | Österreich → Slowenien |
| ----------------------------- | ---------------------- | --- | ---------------------- |
| Jutta Stefan-Bastl            | 1992 – 1994            | vor dem 15. Jänner 1992 Generalkonsulin, bis zum 17. April 1992 Geschäftsträgerin                                                                        |                        |
| Gerhard Wagner                | 1994 – 2000            | |                        |
| Ferdinand Mayrhofer-Grünbühel | 2001 – 2005            | |                        |
| Valentin Inzko                | 2005 – 2009            | davor u. a. Leiter OSZE-Mission in Serbien; auch Botschafter in Sarejevo, später UN-Hoher Repräsentant und EU-Sonderbeauftragter für Bosnien-Herzegowina |                        |
| Erwin Kubesch                 | 2009 – 2012            | |                        |
| Clemens Koja                  | 2012 – 2016            | |                        |
| Sigrid Berka                  | 2016 – 2020            | |                        |
| Elisabeth Ellison-Kramer      | seit August 2020       | |                        |